# فرد ميان
فرد ميان هو منافس ألعاب قوى صيني، ولد في 27 أبريل 1983.